# 鳥取縣選舉區
鳥取縣選舉區，是日本国会参议院中在過去代表鳥取縣的选区，目前在参议院已經和島根縣合併成新選區，該新選區也是兩個參議院合同選舉區之一。

## 概要
在因為票票不等值問題而與島根縣併區以前，且人口數在參議院設立之初以來一直是都道府縣之末位，所以一直是選民人數最少的選區，在過去1947至2013年共計23屆的參議院選舉中，是一個票值不均等的「對照組」選區。
另外本選區在被裁撤前，代表島根縣所有選民，2013年時因為與比例最高的北海道選舉區不均等的倍數可以達到4.769倍被法院視為違憲，2015年修訂的“ 公職人員選舉法”將使該區與島根縣選舉區合併，以建立鳥取縣及島根縣參議院合同選舉區，北海道選區在此時也從原本4位調整至6位（改選由2升至3位）。
在過去30年內，選出的非自民黨黨員為少數的吉田達男。

## 選出議員
| 選舉屆數         | 奇数屆                        | 偶数屆                    |
| ---------------- | ----------------------------- | ------------------------- |
| 第1屆（1947年）  | 門田定藏 （鳥取縣農民總同盟） | 田中信義 （鳥取縣會）     |
| 第2屆（1950年）  | 門田定藏 （鳥取縣農民總同盟） | 中田吉雄 （日本社会党）   |
| 第3屆（1953年）  | 三好英之 （無黨籍）           | 中田吉雄 （日本社会党）   |
| 第3補（1956年）  | 中田吉雄 （日本社会党）       |                           |
| 第4屆（1956年）  | 中田吉雄 （日本社会党）       | 仲原善一 （自由民主党）   |
| 第5屆（1959年）  | 中田吉雄 （日本社会党）       | 仲原善一 （自由民主党）   |
| 第6屆（1962年）  | 中田吉雄 （日本社会党）       | 仲原善一 （自由民主党）   |
| 第7屆（1965年）  | 宮崎正雄 （自由民主党）       | 仲原善一 （自由民主党）   |
| 第8屆（1968年）  | 宮崎正雄 （自由民主党）       | 足鹿覺 （日本社会党）     |
| 第9屆（1971年）  | 宮崎正雄 （自由民主党）       | 足鹿覺 （日本社会党）     |
| 第10屆（1974年） | 宮崎正雄 （自由民主党）       | 石破二朗 （自由民主党）   |
| 第11屆（1977年） | 廣田幸一 （日本社会党）       | 石破二朗 （自由民主党）   |
| 第12屆（1980年） | 廣田幸一 （日本社会党）       | 石破二朗 （自由民主党）   |
| 第12補（1981年） | 廣田幸一 （日本社会党）       | 小林国司 （自由民主党）   |
| 第13屆（1983年） | 西村尚治 （自由民主党）       | 小林国司 （自由民主党）   |
| 第14屆（1986年） | 西村尚治 （自由民主党）       | 坂野重信 （自由民主党）   |
| 第15屆（1989年） | 吉田達男 （無黨籍）           | 坂野重信 （自由民主党）   |
| 第16屆（1992年） | 吉田達男 （無黨籍）           | 坂野重信 （自由民主党）   |
| 第17屆（1995年） | 常田享詳 （無黨籍）           | 坂野重信 （自由民主党）   |
| 第18屆（1998年） | 常田享詳 （無黨籍）           | 坂野重信 （自由民主党）   |
| 第19屆（2001年） | 常田享詳 （自由民主党）       | 坂野重信 （自由民主党）   |
| 第18補（2002年） | 常田享詳 （自由民主党）       | 田村耕太郎 （無黨籍）     |
| 第20屆（2004年） | 常田享詳 （自由民主党）       | 田村耕太郎 （自由民主党） |
| 第21屆（2007年） | 川上義博 （民主党）           | 田村耕太郎 （自由民主党） |
| 第22屆（2010年） | 川上義博 （民主党）           | 濱田和幸 （自由民主党）   |
| 第23屆（2013年） | 舞立昇治 （自由民主党）       | 濱田和幸 （自由民主党）   |
| 第24屆（2016年） | 舞立昇治 （自由民主党）       |                           |

## 選舉結果

### 2013
当日選舉人數：482,192人 　投票率：58.88%（前回比：－6.89%）
| 政党   | 政党       | 候选人                | 票数    | %     | ± |
| ------ | ---------- | --------------------- | ------- | ----- | - |
|        | 自由民主黨 | 舞立昇治 (公明黨支持) | 160,783 | 58.2  |   |
|        | 民主黨     | 川上義博              | 82,717  | 30.0  |   |
|        | 日本共產黨 | 岩永尚之              | 19,600  | 7.1   |   |
|        | 幸福實現黨 | 吉岡由里子            | 6,782   | 2.5   |   |
|        | 無黨籍     | 井上洋                | 6,158   | 2.2   |   |
| 投票率 | 投票率     | 投票率                |         | 58.88 |   |

### 2010
当日選民人數：485,912人 　投票率：65.77%
| 政党   | 政党       | 候选人                  | 票数    | %     | ± |
| ------ | ---------- | ----------------------- | ------- | ----- | - |
|        | 自由民主黨 | 濱田和幸                | 158,445 | 50.8  |   |
|        | 民主黨     | 坂野真理 (國民新黨支持) | 132,720 | 42.6  |   |
|        | 日本共產黨 | 岩永尚之                | 20,613  | 6.6   |   |
| 投票率 | 投票率     | 投票率                  |         | 65.77 |   |

## 相關項目
- 鳥取縣及島根縣參議院合同選舉區
- 鳥取縣第1区
- 鳥取縣第2区
- 鳥取縣知事列表